# 然杜伊斯
然杜伊斯是巴西北大河州的一个市镇。总面积304.899平方公里，总人口5597人，人口密度18.4人/平方公里。